# Edoardo Iannoni
Edoardo Iannoni (sinh ngày 11 tháng 4 năm 2001) là một cầu thủ bóng đá chuyên nghiệp người Ý hiện đang thi đấu ở vị trí tiền vệ cho câu lạc bộ Perugia tại Serie C, cho mượn từ Salernitana.

## Sự nghiệp thi đấu
Iannoni bắt đầu sự nghiệp thi đấu của mình tại câu lạc bộ Trastevere tại Serie D.
Vào ngày 20 tháng 6 năm 2020, anh gia nhập câu lạc bộ Salernitana. Anh ra mắt đội bóng vào ngày 17 tháng 1 năm 2021 trong trận đấu thuộc khuôn khổ Serie B gặp Empoli, khi vào sân thay người ở những phút cuối cùng của trận đấu.
Ngày 29 tháng 1 năm 2021, anh chuyển tới Juve Stabia dưới dạng cho mượn.
Vào ngày 20 tháng 7 năm 2021, anh gia nhập Ancona-Matelica theo dạng cho mượn. Ngày 30 tháng 10 năm 2021, anh ghi bàn thắng đầu tiên của riêng mình tại Serie C trong trận gặp Viterbese.
Ngày 8 tháng 7 năm 2022, Iannoni chuyển tới Perugia theo dạng cho mượn.